# Carl Ludwig Sigmund
Carl Ludwig Sigmund von Ilanor (Sighișoara, 27 agosto 1810 – Padova, 1º febbraio 1883) è stato un medico austriaco.

## Biografia
Studiò medicina e chirurgia presso la Josephs-Akademie di Vienna, conseguendo il dottorato nel 1837 presso l'Università di Pest. Nel 1842 diventò chirurgo presso l'Allgemeines Krankenhaus di Vienna, e durante l'anno successivo ricevetta la sua abilitazione. Nel 1849 diventò professore ordinario presso l'Università di Vienna e direttore della clinica di sifilologia. Morì il 1 febbraio 1883 in un viaggio a Padova.
Oltre alle sue opere scritte sulla sifilide e sul suo trattamento, pubblicò una serie di opere nel campo della balneologia. Il suo nome è associato alle "ghiandole di Sigmund", noto anche come linfonodi epitrochleari.

## Opere principali
- Füred's Mineralquellen und der Plattensee, 1837.
- Gleichenberg, seine Mineralquellen und der Kurort: Aerztliche Mittheilungen, 1840.
- Die Einreibungscur mit grauer Quecksilbersalbe bei Syphilisformen, 1866.
- Syphilis und venerische Geschwürsformen, 1870.
- Die Wiener Klinik für Syphilis. Ein Rückblick auf ihr 25 jähriges Bestehen, 1878.
- Vorlesungen über neuere Behandlungsweisen der Syphilis, 1880.[1]